# Шестов, Пётр Иванович
Пётр Ива́нович Шесто́в (1847—1915) — русский архитектор, академик архитектуры Императорской Академии художеств. Автор ряда зданий в Санкт-Петербурге.

## Биография
Окончил Воронежское уездное училище (1864). Вольноприходящий ученик Императорской Академии художеств (1864–1871). За время обучения получил малую серебряную медаль Академии (1869) за «проект каменной церкви об одном пределе при великокняжеском загородном дворце» и большую серебряную медаль (1871). Звание классного художника 3-й степени (1871); звание классного художника 1-й степени (1883). В 1887 году за исполнение им программы «Проект пассажирского здания конечной станции железной дороги в столице» получил звание академика архитектуры ИАХ.
Архитектор Министерства юстиции, Кодификационного отдела Государственного Совета (1885), Петербургского окружного суда; служил в хозяйственном комитете Сената, Государственной канцелярии (с 1897), архитектор Мариинского дворца (1900-е). Гласный Городской думы (с 1898). Действительный член Петербургского общества архитекторов, а также различных петербургских городских обществ и комиссий.
После 1895 года Шестов приобрёл кирпичный завод и строил преимущественно из своего кирпича, редко продавая его другим строителям. Вместе с архитектором В. А. Липским содержал Товарищество по изготовлению кирпича (1898—1910). Действительный статский советник (1905).
Имел награды: орден Святой Анны 3-й степени (1883), орден Святого Владимира 3-й степени (1906).

## Проекты и постройки

### Санкт-Петербург
- Дом-полуособняк Никитенко. 7-я Советская улица (1870-е, не сохранился)[9];
- Особняк Ф. И. Власовой. Мытнинская улица, 33 (1874—1875, не сохранился)[10];
- Деревянные дома П. Н. Харкова на углу Провиантской и Церковной улиц (1870-е, не сохранились)[11];
- Доходный дом (перестройка). 10-я Красноармейская улица, 13 (1874)[12];
- Доходный дом С. Д. Шереметева (надстройка и перестройка). Литейный проспект, 51 (1874—1875)[13][14][15];  7831854000
- Доходный дом А. Д. Мурузи (по проекту А. К. Серебрякова; участие в строительстве совместно с Н. В. Султановым). Литейный проспект, 24 — улица Пестеля, 27 — улица Короленко, 14 (1874—1876)[16][17];  781610563270005
- Доходный дом. Переулок Джамбула, 15 (1875)[18];  7800000013
- Доходный дом. 11-я Красноармейская улица, 4 (1878—1879)[19];
- Доходный дом. 12-я Красноармейская улица, 5 (1878—1879)[20];
- Здание Дворянского земельного банка (перестройка и расширение). Улица Марата, 26 — Кузнечный переулок, 11 (1879; построено заново в 1981 году)[21][22];
- Подворье Киево-Печерской Лавры. Братский корпус[23], дом причта[24]. Набережная Лейтенанта Шмидта, 27, 27А — 15-я линия ВО, 2А, 2Б (1879);
- Доходный дом А. Е. Смирнова (включён существовавший дом)[21]. Улица Восстания, 40А — улица Рылеева, 18А — Манежный переулок, 19А (1880)[25];
- Доходный дом П. И. Шестова (надстройка). Лиговский проспект, 76 (1880—1881)[26];
- Конкурсный проект Собора Воскресения Христова на Крови (1881, не реализован)[27][28];
- Доходный дом. Гороховая улица, 68 (1882)[29];
- Доходный дом В. А. Богдановича (правая часть). Улица Восстания, 13 — переулок Ульяны Громовой, 1 (1882; совместно с В. А. Богдановичем)[30][31][32];
- Здание окружного суда (перестройка парадной лестницы для установки памятника Александру II). Литейный проспект, 4 (1883; не сохранился)[33];
- Особняк Л. П. Шафровой. Ординарная улица, 6 (1888)[34];
- Доходный дом. Улица Тюшина, 7 — Воронежская улица, 22—24 (1902)[35];
- Церковь Спаса Преображения у станции Ермоловская. Сестрорецк. Улица Максима Горького, 18 — Оранжерейная улица, 19 (1904, не сохранилась)[36];
- Устройство зала заседаний Государственной думы в Таврическом дворце (совместно с А. Р. Бахом)[37]. Шпалерная улица, 47 (1905—1906).

### Другие места
- Дача Поливанова в Шмецке (1874—1875)[38][11].